# Alexander Schlager
Alexander Schlager né le 1er février 1996 à Salzbourg en Autriche, est un footballeur international autrichien évoluant au poste de gardien de but au RB Salzbourg.

## Biographie

### Débuts professionnels
Né à Salzbourg en Autriche, Alexander Schlager réalise une partie de sa formation au RB Salzbourg puis au FC Liefering. Il passe aussi par le RB Leipzig en Allemagne, où il ne joue aucun match avec l'équipe première. 
En 2015, il est prêté au SV Grödig, où il fait ses débuts en professionnel, jouant son premier match lors de la première journée de la saison 2015-2016 de Bundesliga le 25 juillet 2015 face au SC Rheindorf Altach. Il est titularisé et son équipe s'impose par deux buts à un. Schlager garde cette place de titulaire lors des premiers matchs avant d'être devancé dans la hierarchie des gardiens par Pirmin Strasser (en) et Cican Stankovic.
Il est de nouveau prêté la saison suivante, au Floridsdorfer AC.

### LASK
En juillet 2017, Schlager rejoint librement le LASK. Le transfert est annoncé dès le 29 mai 2017. Dans un premier temps, il est la doublure de Pavao Pervan. Il joue son premier match avec l'équipe première le 27 mai 2018, lors d'une défaite de son équipe en championnat face au SV Mattersburg par deux buts à un. 
Le 28 septembre 2018, Schlager prolonge son contrat jusqu'en 2021 avec le LASK.
Schlager devient ensuite titulaire dans le but du LASK à partir de la saison 2018-2019, saison au cours de laquelle le club termine deuxième à l'issue du championnat.

### RB Salzbourg
Lors de l'été 2023, Alexander Schlager fait son retour au RB Salzbourg, où il a été formé. Le transfert est annoncé dès le 30 mai 2023 et il signe un contrat courant jusqu'en juin 2027.

### En équipe nationale

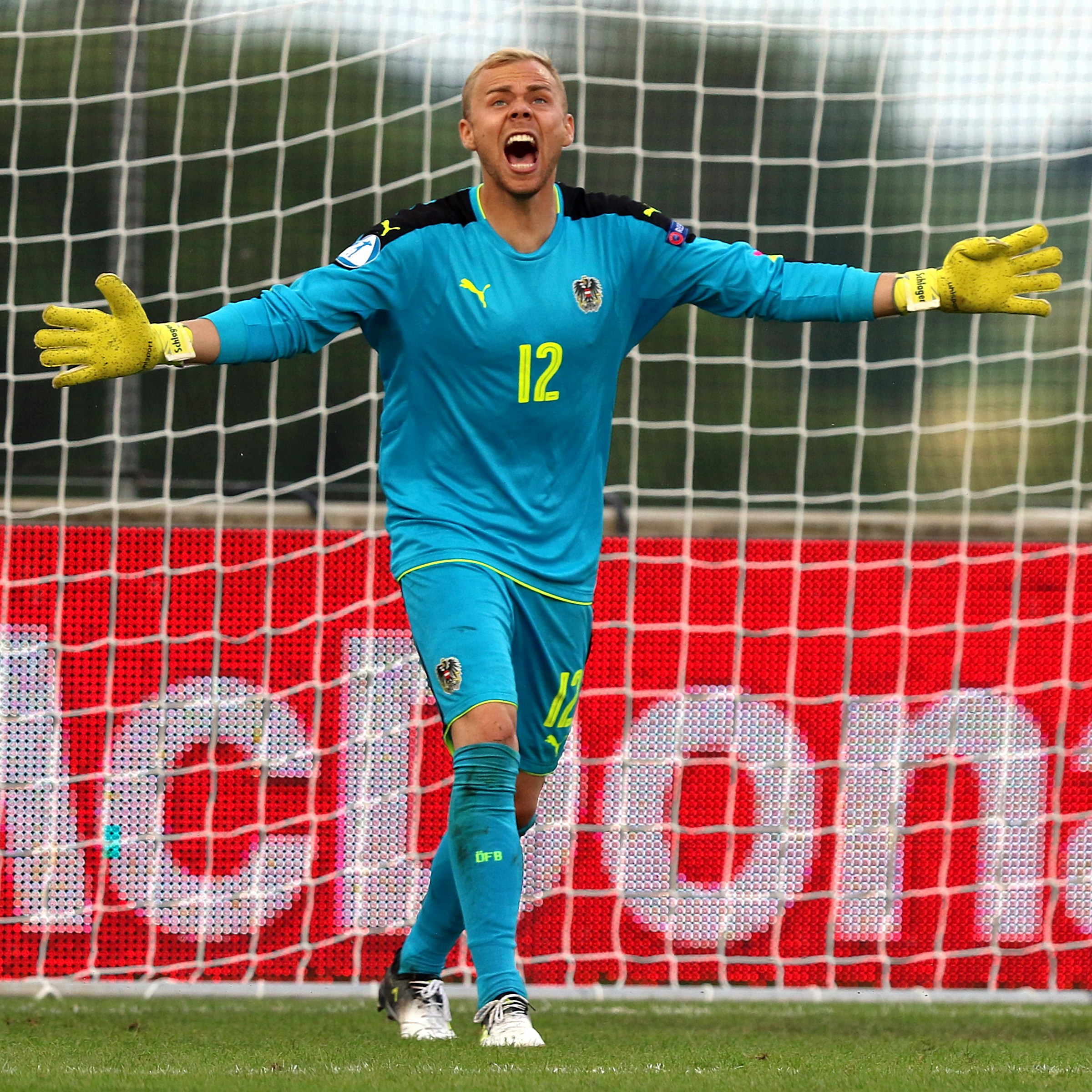
Schlager avec l'équipe d'Autriche espoirs contre la Hongrie en juin 2017.

Avec les moins de 17 ans, il participe au championnat d'Europe des moins de 17 ans en 2013. Lors de cette compétition organisée en Slovaquie, il joue trois matchs, avec pour résultats une victoire, un nul et une défaite. Il dispute ensuite quelques mois plus tard la Coupe du monde des moins de 17 ans qui se déroule aux Émirats arabes unis. Lors du mondial junior, il joue trois matchs, avec pour résultats deux défaites et un nul. Schlager encaisse un total de six buts lors de ce mondial.
Par la suite, avec les moins de 19 ans, il participe au championnat d'Europe des moins de 19 ans en 2015. Lors de cette compétition organisée en Grèce, il joue deux matchs, avec pour résultats un nul contre le pays organisateur, et une défaite face à l'équipe de France.
Alexander Schlager est sélectionné pour la première fois avec l'équipe d'Autriche espoirs le 24 mars 2017, lors d'une rencontre face à l'Australie. Les deux équipes se séparent sur un match nul ce jour-là (1-1). Avec les espoirs, il participe au championnat d'Europe espoirs en 2019, qui se déroule en Italie. Il est titulaire dans les buts de l'Autriche durant cette compétition, mais avec une victoire, un nul et une défaite, son équipe ne parvient pas à sortir de la phase de groupe. Schlager encaisse quatre buts lors de ce tournoi.
Le 16 novembre 2019, Alexander Schlager honore sa première sélection avec l'équipe nationale d'Autriche face à la Macédoine du Nord. Il est titulaire lors de cette rencontre qui voit les Autrichiens remporter la partie (2-1).